# Моје драге комшије
Моје драге комшије (шп. Aquí no hay quien viva) шпанска је хумористичка ТВ серија, снимана од 2003. до 2006.
У Србији је премијерно приказивана током 2009. на каналу Б92, касније је репризирана на Студију Б.

## Синопсис
На првом је спрату љубав у цвату а поред њих две бабе у рату. На другом спрату имамо самохраног тату, и породицу, где се не зна ко носи кравату. На трећем спрату, Алисија једе само салату и тражи мушкарца који плива у злату, а не као Лусија вечитог замлату, док Белен само жели редовну плату...
Зграда има три спрата, а на сваком спрату су по два стана, у којима живе на први поглед сасвим обични, а заправо веома живописни јунаци. У приземљу је млади домар Емилио, који је наследио посао од свог оца и нема никаквих других амбиција у животу, а ту је и видео-клуб у коме ради двадесетпетогодишњи Пако, који сања да постане филмски режисер. 
На првом спрату су две сестре од преко 65 година, весела и брбљива Висента и цинична и саркастична Мариса, као и млади и успешни Фернандо и Маури, који су у прилично турбулентној геј вези. Изнад њих је четворочлана породица, која има пуно проблема у међуљудским односима, а у стану поред самохрани отац Армандо, који је у сталном сукобу са мајком и сином. 
Коначно, на последњем спрату су млади пар Лусија и Роберто, који су тек почели да живе заједно и пролазе кроз тежак период одвајања од родитеља, као и две тридесетогодишње другарице, заводница Алисија и заједљива и опсесивна Белен. 

## Улоге
| Глумац:         | Улога:                        |
| --------------- | ----------------------------- |
| Марија Аданез   | Лусија Алварез                |
| Данијел Гузман  | Роберто Алонсо                |
| Хема Куерво     | Висента Бенито                |
| Мариви Билбао   | Марија Луиса Мариса Бенито    |
| Ема Пенеља      | Консепсион Конча де ла Фуенте |
| Луис Мерло      | Маурисио Маури Идалго         |
| Хосе Луис Хил   | Хуан Куеста                   |
| Ева Исанта      | Беатриз Беа                   |
| Лолес Леон      | Палома Хуртадо                |
| Софија Нието    | Наталија Куеста               |
| Едуардо Гомез   | Маријано                      |
| Кармен Балагуе  | Нијевес Куеста                |
| Исабел Ордаз    | Исабел Руиз                   |
| Сантијаго Рамос | Андрес Гера                   |
| Хуан Дијаз      | Алекс Гера                    |
| Елио Гонзалез   | Пабло                         |
| Адрија Кољадо   | Фернандо Наваро               |
| Едуардо Гарсија | Хосе Мигел Хосеми             |
| Фернандо Техеро | Емилио                        |
| Малена Алтерио  | Белен                         |
| Лаура Памплона  | Алисија Санз                  |
| Гиљермо Ортега  | Франциско Пако                |